# Ersetu

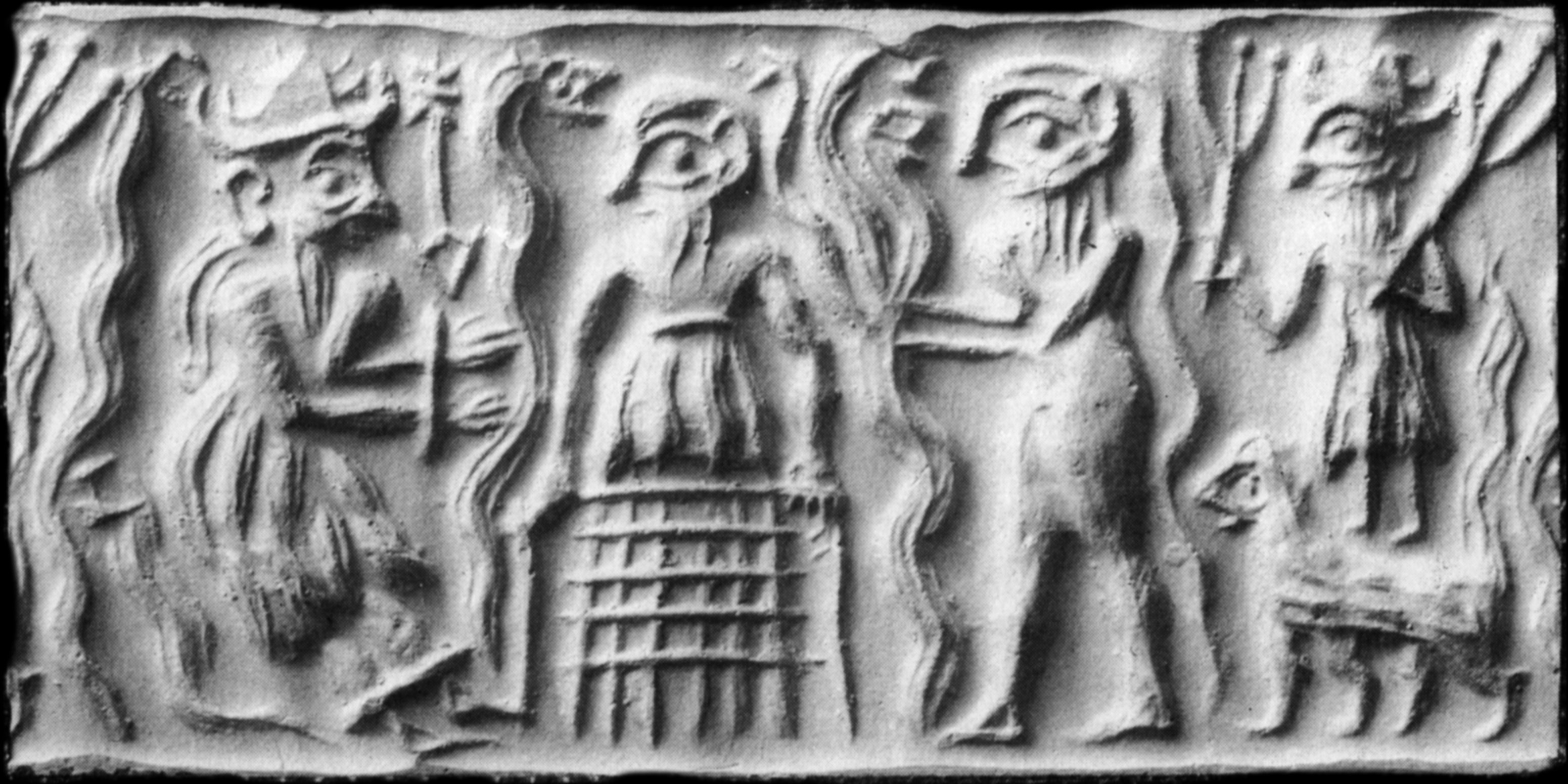
de Sumerische god Dumuzi in de onderwereld

Kur (Sumerisch) of Ersetu (Akkadisch) was in de Mesopotamische religie de onderwereld. Dit werd ook wel aangeduid als aarde zonder terugkeer, in het Sumerisch Kurnugia en in het Akkadisch Erset la tari. Deze onderwereld werd gesitueerd onder de wateren van abzu, het zoete water onder de aarde. Soms werd ernaar gerefereerd als naar 'de berg', soms als naar 'vijandig gebied'. 
Opdat niemand naar het land van de levenden zou terugkeren, werd de onderwereld door zeven muren omwald. Bij elk van de zeven poorten moest men iets van zijn kleding afnemen en achterlaten als symbool van aardse eigenschappen. Wanneer de overledene ten slotte de centrale kern bereikte was ie helemaal naakt en voor altijd in eeuwig duister gevangen.
Ereshkigal, de godin van de onderwereld, had er haar troon en moest zich voeden met klei en vuil water.
De onderwereld kende verschillende benamingen, waarvan enkele ook wel gebruikt werden om de aarde of het aardoppervlak aan te duiden. Sumerische namen zijn: a.rá, arali, bùr, ganzer, idim, ki, kir5, kiši, kukku (duisternis), kur, kur.gi, kunugi / kurnugia (aarde zonder terugkeer), lam / lamma, lamḫu, uraš, urugal / erigal (duistere / grote stad) en ZÉ.
Akkadische namen zijn: ammatu, arali / arallû, bīt ddumuzi (huis van Dumuzi), danninu, erṣetu, erṣetu la târi (aarde zonder terugkeer), ganzer / kanisurra, ḫaštu, irkalla, kiūru, kukkû (duisternis), kurnugû (aarde zonder terugkeer), lammu, mātu šaplītu en qaqqaru.